# Schlagtechnik (Steinartefaktherstellung)
In der Steinzeit dienten verschiedene Schlagtechniken dazu, um geeignete Steinartefakte herzustellen. Hierbei unterscheidet man hauptsächlich zwischen direktem harten und direktem weichen Schlag, es gibt auch noch die Drucktechnik, Punchtechnik und den Pierre tendre. Heute befasst sich besonders die Experimentelle Archäologie mit diesen Schlagtechniken.

## Direkter harter Schlag
Für den direkten harten Schlag verwendet man Schlagsteine. Härte, Größe und Form des Schlagsteines sind vom Zielprodukt abhängig. Besonders harte Schlagsteine sind Feuersteine und Quarzit, während weichere Schlagsteine Sand- und Kalksteine sind. Sie sollten nicht sehr viel größer als der zu bearbeitende Kern sein. Bevorzugt werden vor allem runde, ovale und linsenförmige Schlagsteine, wie z. B. Gerölle.
Die Abschläge beim harten direkten Schlag sind meist breit, haben einen ausgeprägten Bulbus, eine Schlagnarbe, häufig unregelmäßige Schlagflächenreste und oft stark ausgeprägte Schlagwellen (auch: Wellenringe oder Wallnerlinien genannt).

## Direkter weicher Schlag
Beim direkten weichen Schlag verwendet man als Schlaginstrument einen Geweihschlägel, also eine abgeworfene Geweihstange, deren Rose die Schlagfläche bildet. Härte und Größe des Schlaginstrumentes sind auch hier vom Zielprodukt abhängig. 
Typische Merkmale sind ein oft schwacher Bulbus und eine Lippe am Übergang von der Ventralfläche zum Schlagflächenrest. Manchmal haben die Artefakte auch eine Schlagnarbe, die jedoch am obersten Rand der Ventralfläche ist und deren Wallnerlinien in dieselbe Richtung zeigen wie die der Ventralfläche. Meist haben sie keinen hertzschen Kegel oder einen weniger ausgeprägten.

## Drucktechnik
Hierbei wird nicht mit einem Schlaginstrument ausgeholt und zugeschlagen, sondern ein Druckstab, z. B. eine Geweihsprosse oder ähnliches, direkt auf das Material aufgelegt und dann hinunter gedrückt.

## Punchtechnik (Zwischenstücktechnik)
Die Punchtechnik ist eine Mischung aus hartem direktem Schlag und Drucktechnik. Bei der Punchtechnik werden zwei Werkzeuge verwendet. Zum einen ein Zwischenstück aus z. B. Geweih oder Knochen, das wie ein Meißel am Kern angesetzt wird, und zum anderen ein Schlagstein, mit dem auf das Zwischenstück gehauen wird. Dadurch ist ein präziseres Arbeiten möglich als beim direkten weichen Schlag.

## Pierre tendre
Pierre tendre wird auch durch einen direkten Schlag ausgeführt, allerdings mit einem weichen Stein, weshalb er eigentlich zum direkten harten Schlag gezählt wird. Die typischen Merkmale des Pierre tendre sind jedoch ähnlich denen des direkten weichen Schlages.

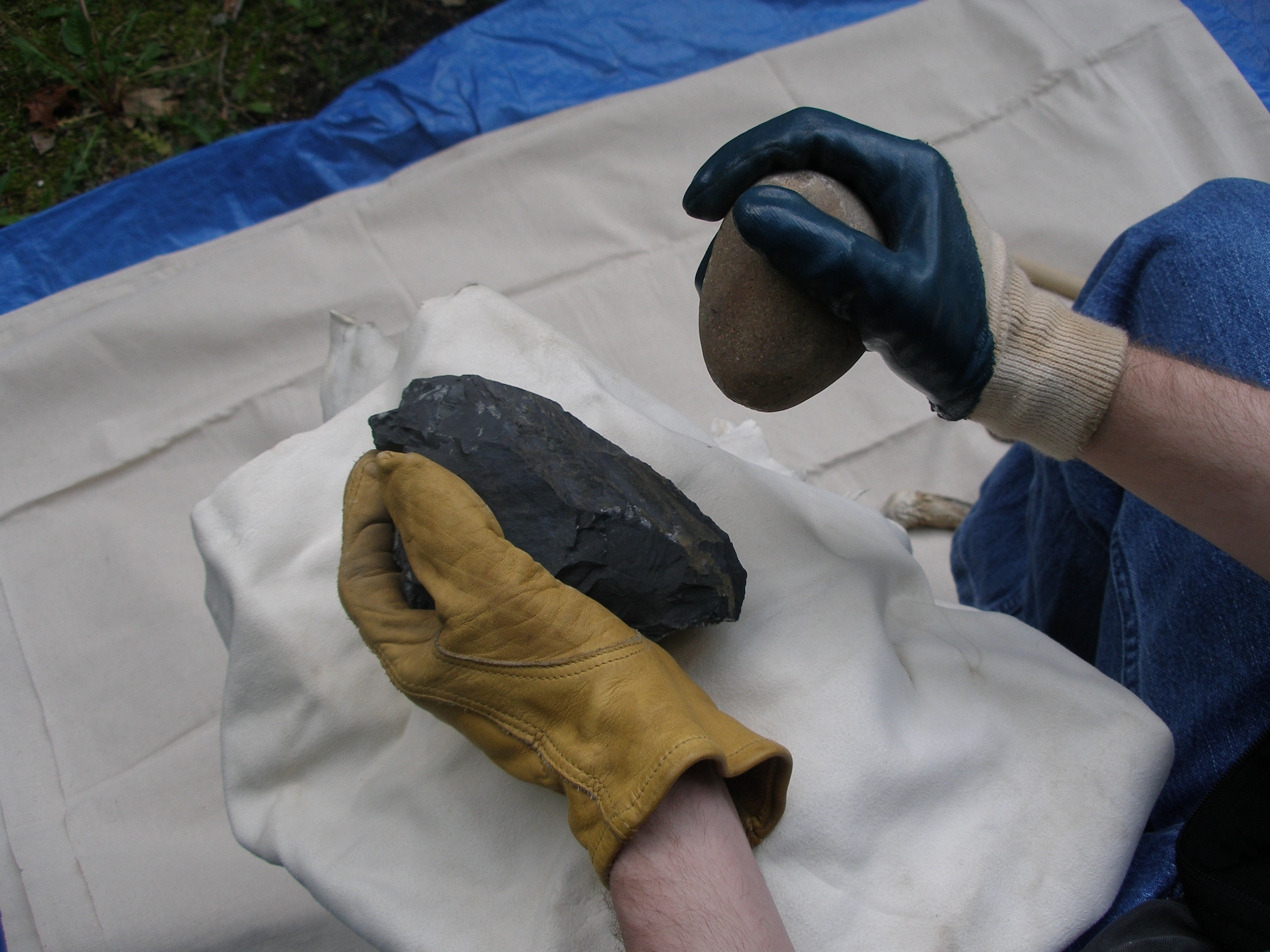
Direkter harter Schlag bzw. Pierre tendre
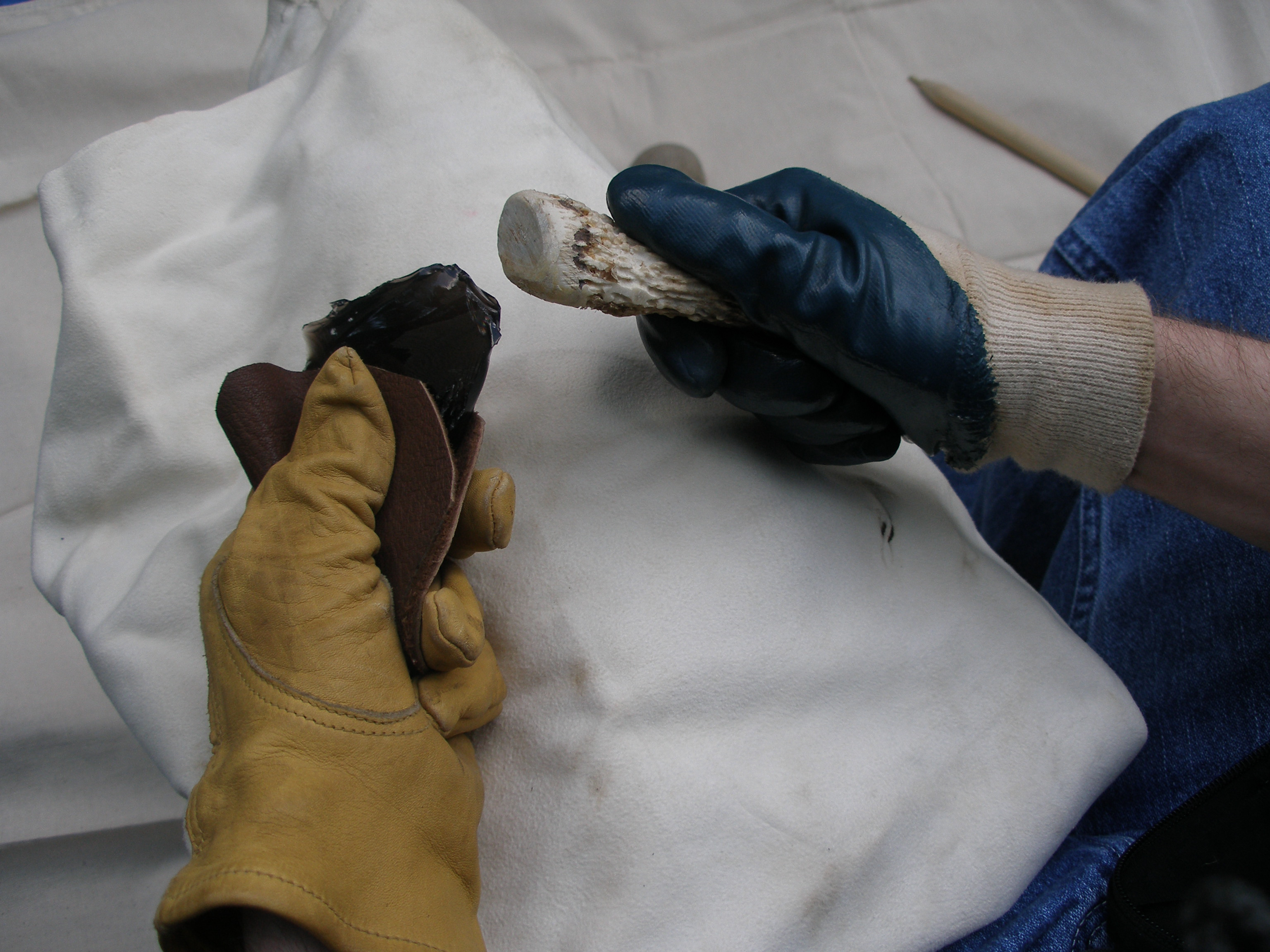
Direkter weicher Schlag
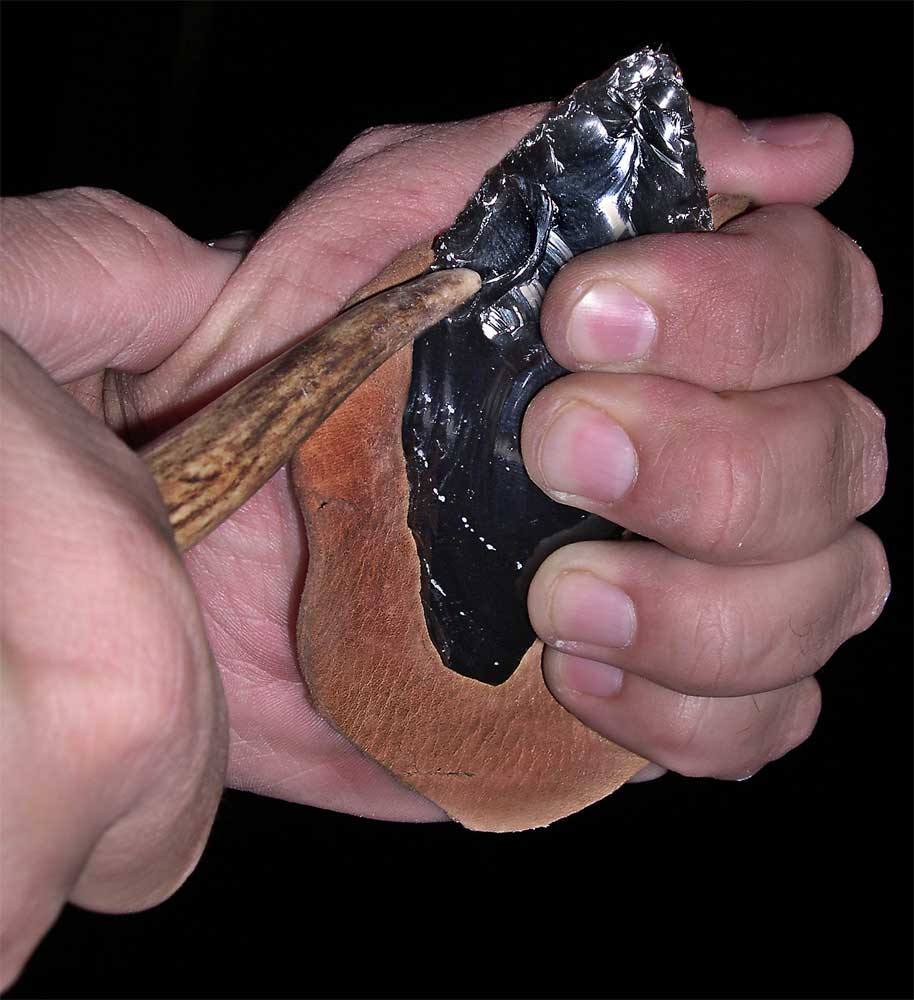
Drucktechnik
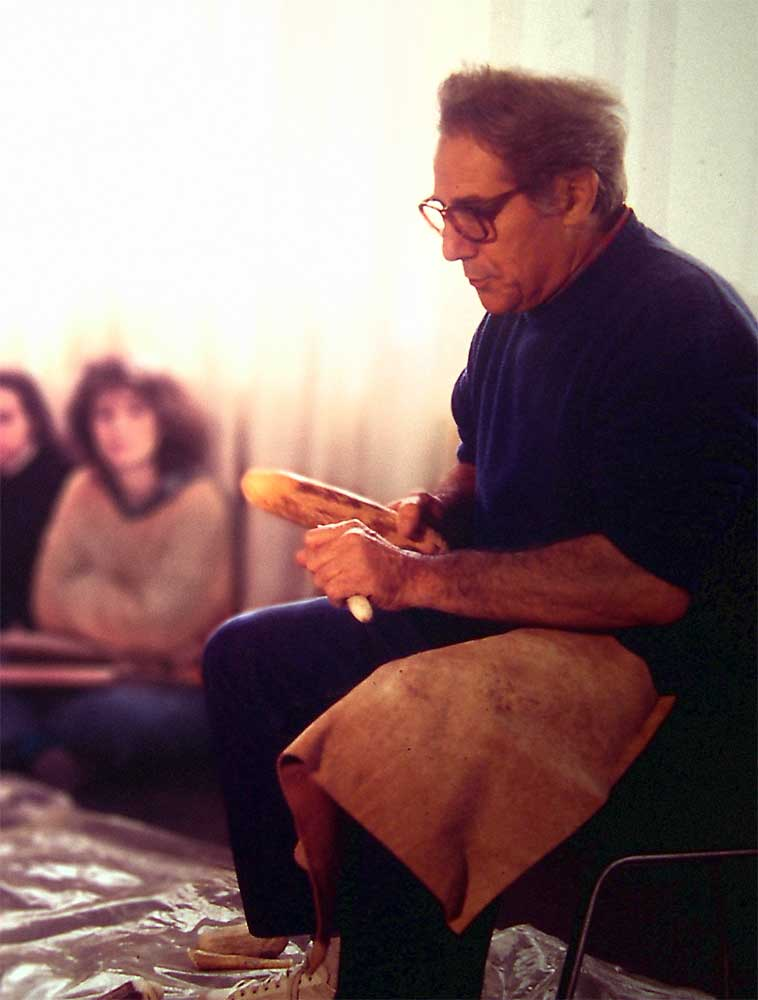
Punchtechnik